# Distrito de Curgos

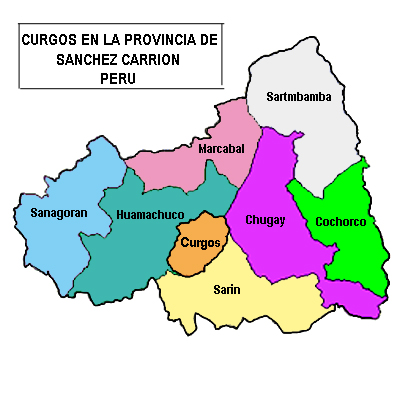
Distritos de la Provincia de Sánchez Carrión

El distrito de Curgos es uno de los ocho distritos de la Provincia de Sánchez Carrión, ubicada en el Departamento de La Libertad, bajo la administración del Gobierno Regional de La Libertad, en el norte del Perú.
Desde el punto de vista jerárquico de la Iglesia católica forma parte de la Prelatura de Huamachuco.

## Historia
Francisco Pinillos, dueño de la hacienda Yanasara, y Carlos Valderrama, dueño de la hacienda Aricapampa, vieron la importancia de que la carretera pase por sus tierras, razón por la cual se interesaron en crear distritos en cada hacienda. Esto despertó el interés y la atención de Santiago Daza Bermúdez quien aprovechando su amistad con el subprefecto de la provincia, Víctor Rincón, inicia junto a Nicolás Rebaza los trámites para la creación del distrito de Curgos. La creación se logró con el decreto supremo del 13 de diciembre de 1943, en el primer gobierno del presidente Manuel Prado Ugarteche. Con este decreto se crearon 3 distritos Curgos, Chugay y Cochorco), inaugurándose el 8 de febrero de 1944. En esta ceremonia a través de un cabildo abierto y ante el clamor del pueblo del flamante distrito, Santiago Daza Bermúdez es elegido como primer alcalde y Nicanor Rebaza como primer gobernador. Hicieron uso de la palabra el subprefecto Isaac Rincón Cruchaga en representación del Concejo Provincial de Huamachuco, así como Santiago Daza Bermúdez en nombre del flamante distrito y finalmente Aída Vidal de Gamarra en nombre de la mujer huamachuquina, quienes además rubricaron el documento de inauguración.

## Geografía
En el distrito se encuentran:
- Lagunas Collasgón:  muy cerca al caserío de Cuypampa a 13 km de Huamachuco, son 500 ha de reservas natural, con abundantes aves (patos y otros) y zona dedicada a la repoblación de la vicuña. Sus orillas están cubiertas de pantanos.
- Aguas termales del Eden:  a 17 km de Huamachuco sobre los 2750 m s. n. m., al margen izquierdo del río Chusgón. Se trata de aguas ferruginosa que alcanzan temperaturas de hasta 70 °C. También hay minas e sal de tiempos incaicos.

## Centros poblados

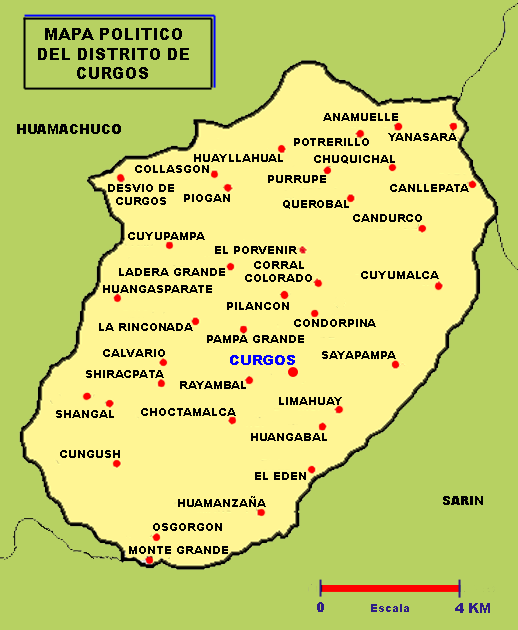
Mapa de los centros poblados del distrito de Curgos.

- Caseríos
  - Anamualle
  - Corral Colorado
  - Cungush
  - Cuypampa
  - Cuyumalca
  - Huayllahual
  - Huamanzaña
  - Huangabal
  - Huangasparate
  - Pampa Grande
  - Querobal
  - Sayapampa
- Anexos
  - Calvario
  - Candurco
  - Canllopata
  - Cargash
  - Chamis
  - Chanchacape
  - Chiquichal
  - Choctamalca
  - Coipin
  - Collasgon
  - Condorpina
  - Desvío de Curgos
  - El Eden
  - El Porvenir
  - La Rinconada
  - Ladera Grande
  - Limahuay
  - Monte Grande
  - Orogosgon
  - Pilancon
  - Piogan
  - Potrerillo
  - Purrupe
  - Quisuar
  - Rayambal
  - San Lorenzo
  - Shangal
  - Shiracpata
  - Yanasara
  - Pallar

## Autoridades

### Municipales
- 2011 - 2014[2]
  - Alcalde: Santos Ríos Caipo, del Movimiento independiente Súmate.
  - Regidores: Francisca Yaqueline Daza Sandoval (Súmate), Mateo Bermúdez Ruiz (Súmate), Luisa Eusevia Ruiz Lozano (Súmate), Juan Carranza Cuevas (Súmate), Gil Roger Infantes Quispe (Alianza para el Progreso).[3]
- 2007-2010
  - Alcalde: Santos Ríos Caipo, de Fuerza Democrática.

### Policiales
- Comisario:    PNP.

COMISARIA RURAL PNP CURGOS

### Religiosas
- Prelatura de Huamachuco[4]
  - Obispo Prelado de Huamachuco: Monseñor Sebastián Ramis Torres, TOR.[5]
- Parroquia
  - Párroco: Pbro.  .

## Clima
Este tiene un clima agradable durante todas las estaciones.

## Festividades
- 3 de mayo: Festividad Al Señor de los Milagros
- 4 de octubre: San Francisco de Asís.
- 8 de diciembre: Virgen Campesina.